# Valdeno Brito
Valdeno Brito (n. 29 de junio de 1974, Campina Grande, Paraíba) es un piloto brasileño de automovilismo de velocidad. Iniciado en el ámbito de los karts, donde se inició a los 18 años, debutó profesionalmente en el año 1997, compitiendo en la extinta Fórmula Chevrolet paulista, donde se consagrara subcampeón en su única incursión en esta categoría. Tras esta participación, ascendería en el año 1998 a la Fórmula 3 Sudamericana donde debutó al comando de una unidad Dallara-Mugen-Honda.
Tras un prolongado parate de cinco años volvería a la actividad en 2004, compitiendo por primera vez en una categoría de turismos, al debutar en el campeonato brasileño del Stock Car V8, al comando de un Chevrolet Astra. En esta categoría compitió en forma ininterrumpida, participando indistintamente con las marcas Chevrolet, Mitsubishi y Peugeot e identificando a todas sus unidades con el número 77. Por otra parte, a partir del año 2007 alternaría sus participaciones con la categoría GT3 Brasil, donde se iniciaría al comando de un Porsche 997 GT3 Cup y se proclamaría dos veces campeón (en 2010 y 2011) al comando de un Ford GT, siendo estos sus únicos títulos a nivel nacional.
Otra categoría nacional donde compitió fue en el Campeonato Brasileño de Marcas, en el que participó al comando de un Ford Focus II, mientras que a nivel internacional compitió en las categorías Porsche Supercup y Blancpain Endurance Series, a la vez de haber sido también invitado en dos ocasiones por el equipo Renault de la categoría argentina Súper TC 2000, para competir en las ediciones de 2014 y 2015 de la competencia especial de los 200 km del TC 2000.

## Trayectoria
| Año  | Categoría                                    | Marca                   |
| ---- | -------------------------------------------- | ----------------------- |
| 1997 | Debut en Fórmula Chevrolet. Subcampeón       | Techspeed-Chevrolet     |
| 1998 | Debut en Fórmula 3 Sudamericana              | Dallara 394-Mugen-Honda |
| 2004 | Debut en Stock Car V8                        | Chevrolet Astra         |
| 2005 | Stock Car V8                                 | Mitsubishi Lancer       |
| 2006 | Stock Car V8                                 | Chevrolet Astra         |
| 2007 | Stock Car V8                                 | Peugeot 307             |
| 2007 | Debut en GT3 Brasil. 4 carreras              | Porsche 997 GT3 Cup     |
| 2008 | Stock Car V8                                 | Chevrolet Astra         |
| 2008 | GT3 Brasil                                   | Porsche 997 GT3 Cup     |
| 2009 | Stock Car V8                                 | Peugeot 307             |
| 2009 | GT3 Brasil. 2 carreras                       | Porsche 997 GT3 Cup     |
| 2009 | Debut en Porsche Cup Alemania. 5 carreras    | Porsche 911 GT3 Cup     |
| 2009 | Debut en Porsche Supercup. 2 carreras        | Porsche 911 GT3 Cup     |
| 2010 | Stock Car V8                                 | Chevrolet Vectra III    |
| 2010 | Campeón GT3 Brasil                           | Ford GT                 |
| 2011 | Stock Car V8                                 | Chevrolet Vectra III    |
| 2011 | Campeón GT3 Brasil                           | Ford GT                 |
| 2011 | Debut en Brasilero de Marcas                 | Chevrolet Astra         |
| 2011 | 500 Millas de Granja Viana                   | Mini Kart-Honda         |
| 2012 | Stock Car V8                                 | Peugeot 408             |
| 2012 | GT3 Brasil                                   | BMW Z4 GT3              |
| 2013 | Stock Car V8                                 | Peugeot 408             |
| 2013 | Brasilero de Marcas. 2 carreras              | Ford Focus II           |
| 2014 | Stock Car V8                                 | Chevrolet Sonic         |
| 2014 | Brasilero de Marcas. 1 carrera               | Ford Focus II           |
| 2014 | Invitado 200 km del Súper TC 2000            | Renault Fluence         |
| 2014 | Blancpain Sprint Series. 4 carreras          | BMW Z4                  |
| 2015 | Stock Car V8                                 | Chevrolet Sonic         |
| 2015 | Invitado 200 km del Súper TC 2000            | Renault Fluence         |
| 2015 | Blancpain Sprint Series, GT3 Pro. 3 carreras | BMW Z4                  |
| 2015 | Blancpain Sprint Series.                     | BMW Z4                  |
| 2016 | Stock Car V8                                 | Chevrolet Cruze II      |
| 2016 | Invitado 200 km del Súper TC 2000            | Fiat Linea              |

- [2]

## Resultados

### Súper TC 2000
| Año  | Equipo               | Auto            | 1    | 2   | 3   | 4    | 5   | 6    | 7   | 8   | 9   | 10  | 11    | 12  | 13    | 14    | Res. | Puntos |
| ---- | -------------------- | --------------- | ---- | --- | --- | ---- | --- | ---- | --- | --- | --- | --- | ----- | --- | ----- | ----- | ---- | ------ |
| 2014 |                      |                 | RAF  | VIE | AG  | ROS  | TOA | BA   | RES | SFE | SFE | SJU | TRH   | COD | PDF   |       | -    | -      |
| 2014 | Renault Lo Jack Team | Renault Fluence |      |     |     |      |     | 6    |     |     |     |     |       |     |       |       | -    | -      |
| 2015 |                      |                 | JUN  | ROS | OBE | TRH  | RAF | SL I | SFE | SFE | TOA | GR  | SMM   | AG  | SL II |       | -    | -      |
| 2015 | Renault Sport        | Renault Fluence |      |     |     |      |     |      |     |     | 2   |     |       |     |       |       | -    | -      |
| 2016 |                      |                 | TRE  | ROS | SMM | AG I | TRH | OBE  | BA  | SFE | SFE | TOA | SJU   | GR  | GR    | AG II | -    | -      |
| 2016 | Fiat Petronas        | Fiat Linea      |      |     |     |      |     |      | Ret |     |     |     |       |     |       |       | -    | -      |
| 2017 |                      |                 | BA I | PDF | SMM | ROS  | ROS | TRH  | RAF | OBE | SFE | SFE | BA II | SJU | GR    | AG    | -    | -      |
| 2017 | Renault Sport        | Renault Fluence |      |     |     |      |     |      |     |     |     |     | 12    |     |       |       | -    | -      |

### TCR South America
| Año  | Equipo         | Auto                            | 1   | 2   | 3   | 4   | 5   | 6   | 7   | 8   | 9   | 10 | 11  | 12  | 13  | 14  | Pos. | Pts. |
| ---- | -------------- | ------------------------------- | --- | --- | --- | --- | --- | --- | --- | --- | --- | -- | --- | --- | --- | --- | ---- | ---- |
| 2021 |                |                                 | INT | INT | CUR | RIV | RIV | EPI | EPI | RCU | RCU | BA | AG  | AG  | CDU | CDU | 21.º | 34   |
| 2021 | W2 ProGP       | Honda Civic Type-R TCR (FK7)    |     |     | 3   |     |     |     |     |     |     |    |     |     |     |     | 21.º | 34   |
| 2021 | PropCar Racing | Alfa Romeo Giulietta Veloce TCR |     |     |     |     |     |     |     |     |     |    | Ret | 11† |     |     | 21.º | 34   |

## Palmarés
| Título     | Categoría         | Marca               | Año  |
| ---------- | ----------------- | ------------------- | ---- |
| Subcampeón | Fórmula Chevrolet | Techspeed-Chevrolet | 1997 |
| Campeón    | GT3 Brasil        | Ford GT             | 2010 |
| Campeón    | GT3 Brasil        | Ford GT             | 2011 |